# 十七人董事會

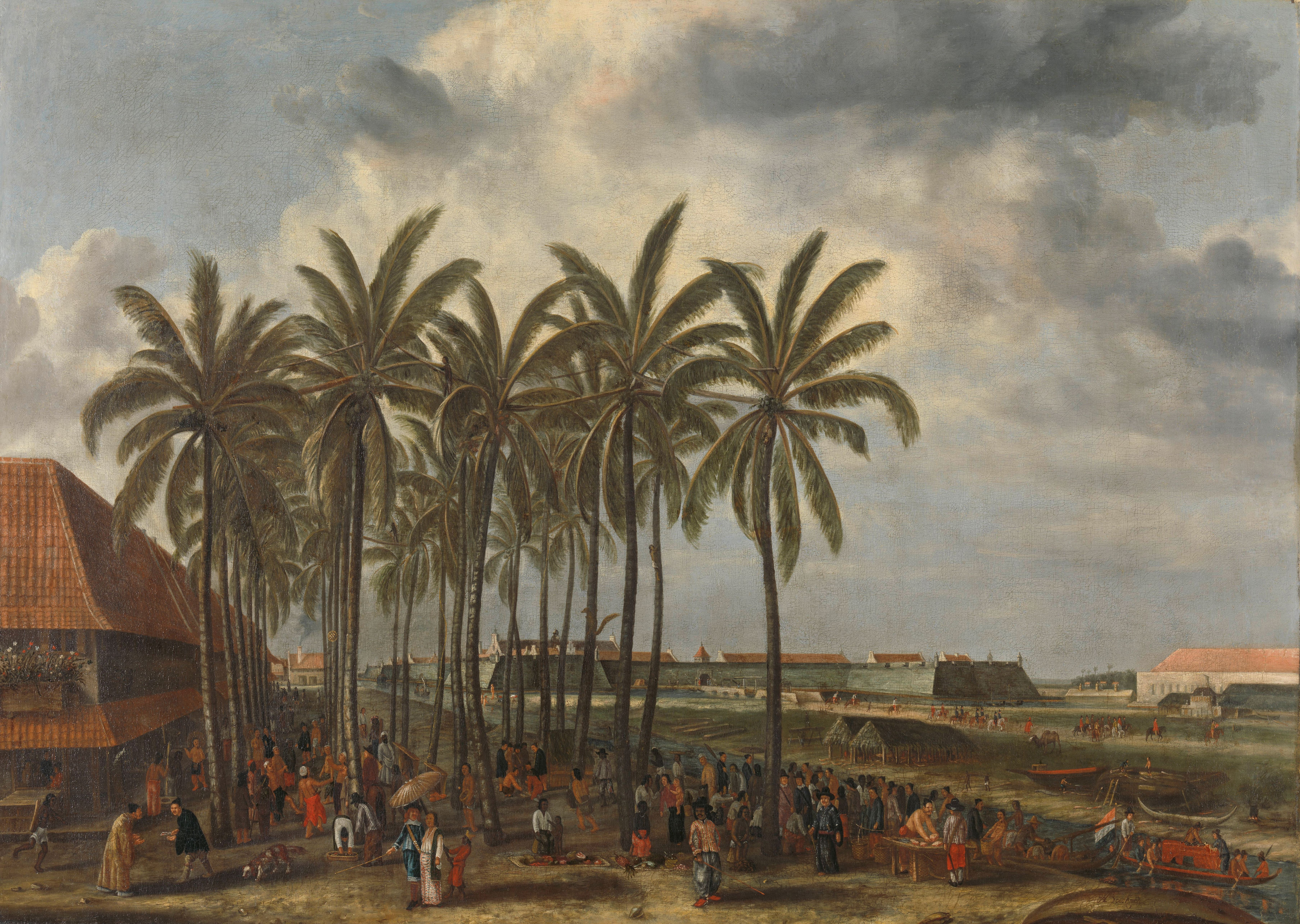
巴达维亚殖民地的海岸

十七人董事會（荷蘭語：Heeren XVII），又名十七紳士，為現存文獻記載上世界最早的股份有限公司董事會，也是16世紀創立之荷蘭聯合東印度公司的最高權力核心。
由六個地方商館組成的荷蘭聯合東印度公司之主要營運項目為經營荷蘭所轄殖民地，其董事會分配為阿姆斯特丹商館八人、澤蘭省商館四人，其餘地方商館各一人，而第17位代表則由這些較小的商館選出；董事會會如此分配，乃是因荷屬東印度公司的投資額中阿姆斯特丹商館總投資額佔該公司總資本一半，澤蘭省商館佔四分之一，其餘四商館各投資十六分之一。
十七人董事會一年集會三次，開會時程至少七天。董事會工作包含公司年度營運狀況報告、觀察各商館運作情形、會計簿冊的編寫等，基本上已具現代股份有限公司董事會的雛形。另外，該董事會亦有僱用傭兵與當地殖民政府文書往來及簽訂條約之權力。